# Falls City (Teksas)
Falls City je grad u američkoj saveznoj državi Teksas. Prema popisu stanovništva iz 2010. u njemu je živjelo 611 stanovnika.